# 藤原師實
藤原師實（ふじわら の もろざね，1042年—1101年），日本平安時代公卿。藤原北家出身，藤原賴通的兒子。官至從一位攝政關白太政大臣，准三宮。出家後法名法覺，世稱後宇治入道、京極關白、京極殿或後宇治殿。。

## 生平簡介
師實在父親關白賴通的提攜下，1065年已敘從一位、任右大臣。然而與賴通不合的後三條天皇於1068年即位，賴通亦知趣，遠居宇治不問政務，並告誡師實：「你不可一日不上朝（朝參），即使是沒有大事，你也要上朝去候命！」久之，其勤懇的態度為後三條天皇所賞識，並讓師實納養女賢子入東宮，為貞仁親王妻。聽聞此事的賴通，感動得涕淚俱下。
後貞仁親王即位，為白河天皇，後來其叔父關白藤原教通去世，欲傳關白之位於自己的兒子藤原信長，而師實則藉由賢子對天皇的影響力，由信長手中奪得關白一職，完成其父賴通的遺願。而後賢子之子即位成為堀河天皇，師實攝政。
儘管如此，師實子師通早逝，加上白河院開始推行院政，使得攝關的權力進一步弱化。

## 系譜
- 父：藤原賴通
- 母：藤原祇子 - 藤原賴成（日语：藤原頼成）之女
- 妻：源麗子 - 藤原信家養女、實為源師房 之女
  - 男子：藤原師通
  - 養女：藤原賢子 - 實為源顯房 之女
- 妻：源賴國 之女
  - 男子：藤原家忠（1062-1136） - 花山院家之祖
  - 男子：覺信
  - 男子：靜意
- 妻：藤原基貞 之女
  - 男子：藤原經實 - 大炊御門家之祖
  - 男子：藤原能實
- 妻：藤原永業之女
  - 男子：藤原忠教 - 難波家之祖
  - 男子：增智
- 妻：平行親之女
  - 男子：覺實
- 妻：源則成之女
  - 男子：仁源
- 妻：平定親之女
  - 男子：澄真
  - 男子：永實
- 妻：源顯房之女（或源師賢之女）
  - 男子：仁澄
- 妻：藤原忠俊之女
  - 男子：尋範
  - 男子：行玄
- 妻：法眼清圓之女(或法橋賴圓之女）
  - 男子：玄覺
- 生母不明
  - 男子：藤原忠長

## 註腳
1. 1 2 3  大日本史藤原師實傳 （页面存档备份，存于）
2. ↑  .   [2011-01-01]. （原始内容存档于2011-05-26）.
3. ↑  .   [2011-01-01]. （原始内容存档于2021-03-23）.

| 王位覬覦者                         | 王位覬覦者                                                     | 王位覬覦者                         |
| ---------------------------------- | -------------------------------------------------------------- | ---------------------------------- |
| 前任： 藤原教通                    | 藤氏長者 1075年11月6日－1094年3月27日                          | 繼任： 藤原師通                    |
| 官衔                               |                                                                |                                    |
| 前任： 藤原賴宗                    | 內大臣 1060年8月15日－1065年7月8日                             | 繼任： 源師房                      |
| 前任： 藤原賴宗                    | 右大臣 1065年7月8日－1069年9月10日                             | 繼任： 源師房                      |
| 前任： 藤原教通                    | 左大臣 1069年9月10日－1083年2月8日                             | 繼任： 源俊房                      |
| 前任： 藤原教通                    | 關白 1075年11月25日－1087年1月3日 1091年1月12日－1094年3月27日 | 空缺下一位持有相同頭銜者：自己     |
| 空缺上一位持有相同頭銜者：自己     | 關白 1075年11月25日－1087年1月3日 1091年1月12日－1094年3月27日 | 繼任： 藤原師通                    |
| 空缺上一位持有相同頭銜者：藤原賴通 | 攝政 1087年1月3日－1091年1月12日                               | 空缺下一位持有相同頭銜者：藤原忠實 |
| 空缺上一位持有相同頭銜者：藤原信長 | 太政大臣 1089年1月28日－1089年6月6日                           | 空缺下一位持有相同頭銜者：藤原忠實 |
| 军职                               |                                                                |                                    |
| 前任： 藤原教通                    | 左大將 1062年6月2日－1075年12月7日                             | 繼任： 源師房                      |